# Left of the dial
Left of the dial is een jaarlijks driedaags muziekfestival dat plaatsvindt in het centrum van Rotterdam. Het werd opgericht in 2018 door het poppodium Rotown. Het festival is vernoemd naar een nummer van de Amerikaanse band The Replacements en verwijst naar de fysieke plek op Amerikaanse radio's waar men de beste alternatieve stations kon vinden: je diende de radioknop dan naar links te draaien. 
Left of the Dial boekt voornamelijk opkomende alternatieve bands. Optredens worden gedaan op meerdere locaties over de stad, waaronder Rotown, V11, Arminiuskerk en Worm. Bands on a Boat – een boottocht over de Maas met optredens van bands – is een vast onderdeel van het festival. In 2021 werd er ook gratis dagprogramma aan het festival toegevoegd met de titel The Official Unofficial. Left of the Dial won een Cultuurmarketing Award voor hun fake news-campagne waarmee het festival in 2018 werd gelanceerd. 

## Ontstaan
Tijdens het dancefestival Amsterdam Dance Event, waar Amsterdamse concertzalen voornamelijk acts binnen elektronische genres boeken, wijken veel gitaarbands buiten Amsterdam naar mogelijkheden om te spelen. In de maand oktober is het aanbod daardoor hoger dan normaal. Left of the Dial is ontstaan om dat aanbod op te kunnen vangen. Het festival profileert zichzelf in de eerste instantie als een showcasefestival waar nieuwe bands – voornamelijk uit Groot-Brittannië en de Benelux – voor het eerst optreden voor Europees festivalpubliek. De eerste edities richtten zich grotendeels op artiesten in de hoek van alternatieve muziek, indie rock en post-punk, daarna programmeerde het festival een grotere variatie aan genres.

## Edities
| Editie | Datum                | Locatie           |
| ------ | -------------------- | ----------------- |
| 2018   | 19 en 20 oktober     | Rotterdam Centrum |
| 2019   | 18 en 19 oktober     | Rotterdam Centrum |
| 2020   | 16 en 17 oktober     | Maassilo/online   |
| 2021   | 14, 15 en 16 oktober | Rotterdam Centrum |
| 2022   | 20, 21 en 22 oktober | Rotterdam Centrum |

## Editie 2020
Wegens de coronapandemie werd het programma van Left Of The Dial in 2020 drie dagen van tevoren afgelast. De organisatie probeerde een vereenvoudigde editie te organiseren in de Maassilo voor maximaal 500 bezoekers. In de dagen erna is de productie volledig gewijzigd in een digitale editie, getiteld Left Of The Dial: A Parallel Universe, met diverse live sessies. Deze noodoplossing bracht het concept Left Of The Dial TV (LOTD TV) tot stand, dat op komende edities uitgroeide tot vast onderdeel van het festival. Dit online TV kanaal bestaat uit filmpjes over Rotterdam, interviews, mini-reportages, live sessies die op locaties gespreid over Rotterdam te zien zijn.